# Pla de la Cabana
El Pla de la Cabana, o Planell de Llubriqueto, és una plana situada dins del terme municipals de la Vall de Boí, a la comarca de l'Alta Ribagorça, i dins la zona perifèrica del Parc Nacional d'Aigüestortes i Estany de Sant Maurici.
Situat en la Vall de Llubriqueto, per sota del Salt de Llubriqueto (N) i de la Pleta del Pi (O), està al voltant dels 2.000 metres d'altitud. És el punt on el Barranc d'Estany Roi, provinent de l'oest, desaigua en el Barranc de Llubriqueto, que el creua de nord a est.

## Rutes[2]
El camí que s'endinsa dins la Vall de Llubriqueto té el seu punt de sortida en Toirigo, just passat el pont de l'entrada al parc per Cavallers. La ruta s'enfila cap a l'oest buscant el Barranc de Llubriqueto, just on s'inicia el salt de la Sallent, punt on el camí gira cap al nord-oest buscant la plana.
El planell és la cruïlla principal de les diferents rutes de la Vall.